# Нагельсман, Юлиан
Юлиа́н На́гельсман (нем. Julian Nagelsmann; род. 23 июля 1987, Ландсберг-ам-Лех, Бавария) — немецкий футбольный тренер. Главный тренер сборной Германии. Ранее тренировал немецкие клубы «Хоффенхайм», «РБ Лейпциг», «Баварию».

## Ранние годы
Нагельсман выступал на молодёжном уровне за «Мюнхен 1860» и «Аугсбург». Из-за постоянных травм колена был вынужден завершить карьеру игрока в возрасте 19 лет. После этого обучался управлению бизнесом в университете в течение 4 семестров, а позже — спортивной науке. Затем он вернулся в «Аугсбург», где некоторое время работал с Томасом Тухелем.

## Тренерская карьера

### «Хоффенхайм»
В 2010 году Нагельсман попал в структуру «Хоффенхайма», первоначально работая с юношеской командой. В сезоне 2012/13 он стал помощником главного тренера команды, одновременно с этим продолжая тренировать молодёжную команду, которую в 2014 году привёл к чемпионскому титулу.
10 февраля 2016 года Нагельсман был назначен главным тренером «Хоффенхайма» вместо покинувшего команду по состоянию здоровья Хуба Стевенса, заключив трёхлетний контракт, несмотря на то, что изначально его планировали назначить на эту должность лишь перед началом следующего сезона. Благодаря этому назначению Нагельсман стал самым молодым главным тренером в истории Бундеслиги — на тот момент ему было 28 лет.
Дебют Нагельсмана состоялся 13 февраля — команда сыграла вничью с «Вердером» со счётом 1:1. В результате под руководством Нагельсмана «Хоффенхайм» за шесть туров одержал побед больше, чем за предыдущие двадцать, и спасся от вылета, заняв в результате 15-е место (на момент назначения Нагельсмана команда, занимая 17-е место, находилась в зоне вылета).
Яркое окончание сезона и уверенный старт следующего позволил Нагельсману по итогам 2016 года получить звание лучшего тренера Бундеслиги. По итогам сезона 2016/17 «Хоффенхайм» добился лучшего результата в истории клуба, заняв 4-е место в чемпионате Германии и впервые в истории квалифицировавшись в Лигу чемпионов. В следующем сезоне команда сумела развить свой успех и заняла третье место в Бундеслиге, выйдя напрямую в групповой этап Лиги чемпионов, что стало очередным клубным рекордом.
21 июня 2018 года было объявлено о том, что через сезон Нагельсман возглавит «РБ Лейпциг», а сезон 2018/19 проведёт в «Хоффенхайме». Этот сезон сложился для «сине-белых» менее успешно, чем два предыдущих: в Бундеслиге команда откатилась на девятое место, а в Лиге чемпионов заняла последнее место в группе, не сумев одержать ни одной победы. При этом Нагельсман стал самым молодым тренером Бундеслиги, достигшим рубежа в 100 матчей, и самым молодым тренером в истории Лиги чемпионов.

### «РБ Лейпциг»

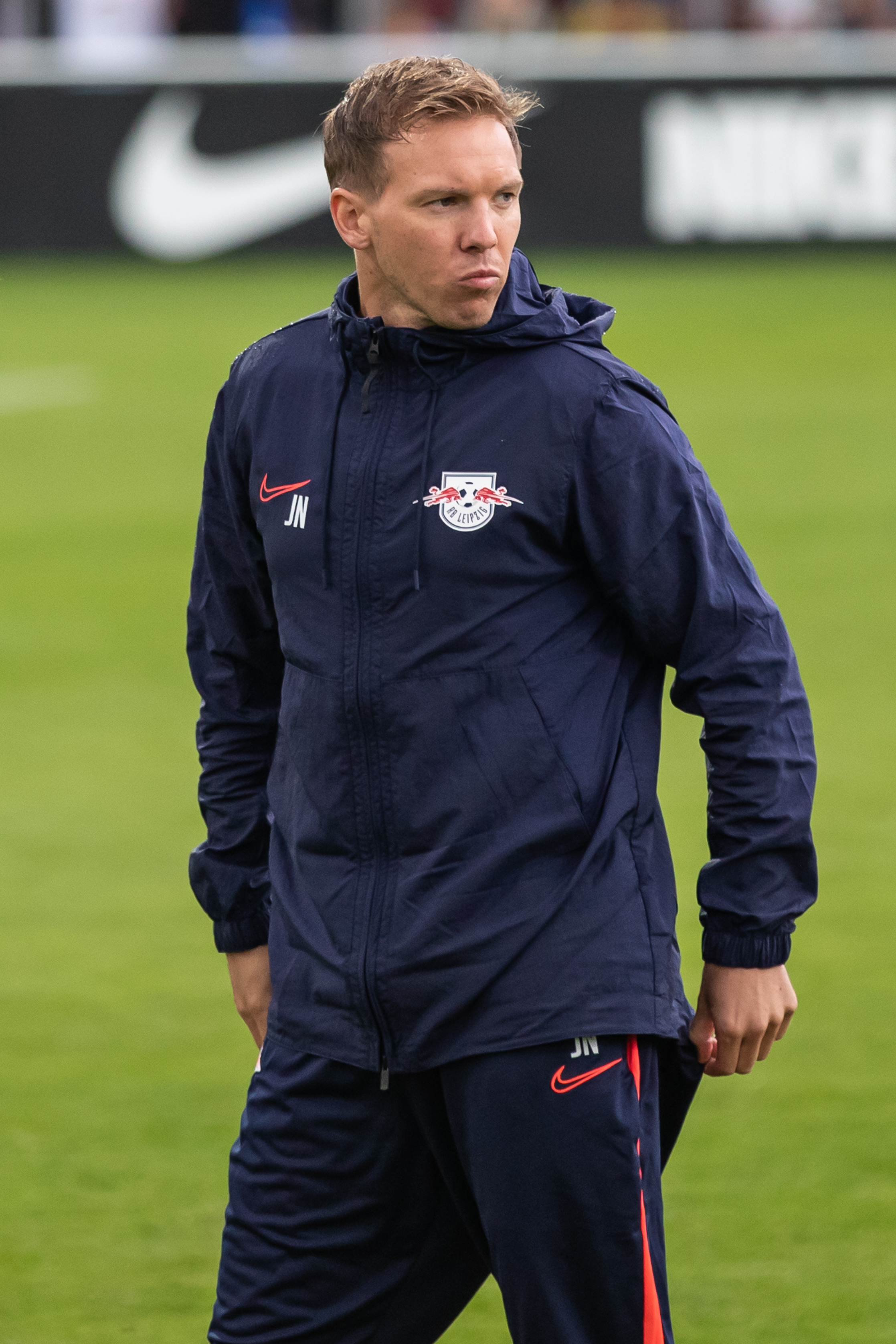
2019 год

Дебютный сезон в «Лейпциге» оказался для Нагельсмана достаточно удачным: команда завоевала бронзовые медали Бундеслиги и ярко выступила в Лиге чемпионов, где дошла до стадии полуфинала, пройдя в плей-офф турнира «Тоттенхэм Хотспур» и «Атлетико Мадрид», но уступив «Пари Сен-Жермен». Этот результат стал лучшим для клуба в еврокубках.
Следующий сезон для «Лейпцига» также сложился вполне успешно. Подопечные Нагельсмана во второй раз в истории завоевали серебряные медали Бундеслиги, а также дошли до финала Кубка Германии. Однако в финальном матче «Лейпциг» со счётом 1:4 проиграл дортмундской «Боруссии». В Лиге чемпионов команда вновь сумела выйти в плей-офф, однако уже в 1/8 финала уступила «Ливерпулю», проиграв с одинаковым счётом 0:2 в обоих матчах.

### «Бавария»
1 июля 2021 года Нагельсман был назначен на пост главного тренера «Баварии». 17 августа 2021 года «Бавария» выиграла Суперкубок Германии, который стал первым трофеем в тренерской карьере Нагельсмана. В дебютном сезоне во главе клуба Нагельсман выиграл Бундеслигу. Из Кубка Германии «Бавария» выбыла во втором раунде, а в четвертьфинале Лиги чемпионов уступила испанскому «Вильярреалу».
24 марта 2023 года Нагельсман был уволен, на посту главного тренера «Баварии» его сменил Томас Тухель. В последнем матче под руководством Нагельсмана мюнхенцы со счётом 1:2 уступили «Байеру 04». Это поражение стало для команды третьим в сезоне, в турнирной таблице Бундеслиги «Бавария» занимала 2-е место, лишь на очко отставая от дортмундской «Боруссии», а в Лиге чемпионов дошла до четвертьфинала, одержав восемь побед подряд.
Одной из вероятных причин увольнения тренера стал его конфликт с некоторыми ветеранами команды, включая её капитана Мануэля Нойера, который критически отнёсся к увольнению многолетнего тренера вратарей «Баварии» Тони Тапаловича, инициатором которого стал Нагельсман.

### Сборная Германии
22 сентября 2023 года пресс-служба Немецкого футбольного союза объявила о назначении Нагельсмана на пост главного тренера сборной Германии, контракт со специалистом рассчитан до 31 июля 2024 года. Основной задачей Нагельсмана стала подготовка команды к успешному выступлению на домашнем для Германии чемпионате Европы. 14 октября 2023 года, в дебютном матче под руководством Нагельсмана, его подопечные со счётом 3:1 обыграли в товарищеском матче сборную США. 19 апреля 2024 года тренер продлил контракт с DFB до конца чемпионата мира 2026 года.
В рамках подготовки к чемпионату Европы руководимая Нагельсманом сборная провела восемь товарищеских матчей, одержав в них четыре победы, дважды сыграв вничью и потерпев два поражения. На старте турнира сборная Германии со счётом 5:1 разгромила сборную Шотландии, а в следующем матче со счётом 2:0 победила команду Венгрии, обеспечив себе выход в плей-офф. В заключительном матче группового этапа немцы сыграли вничью 1:1 со сборной Швейцарии, сравняв счёт на последних минутах матча. В 1/8 финала подопечные Нагельсмана со счётом 2:0 обыграли сборную Дании, однако в четвертьфинале уступили будущим чемпионам сборной Испании со счётом 1:2, оставшись без медалей домашнего турнира. Несмотря на это, Нагельсман продолжил работу со сборной, а 24 января 2025 года продил свой контракт до лета 2028 года.

## Тренерская статистика
| Клуб             | Начало работы    | Окончание работы | Результаты | Результаты | Результаты | Результаты | Результаты | Результаты |
| Клуб             | Начало работы    | Окончание работы | И          | В          | Н          | П          | В %        |            |
| ---------------- | ---------------- | ---------------- | ---------- | ---------- | ---------- | ---------- | ---------- | ---------- |
| Хоффенхайм       | 10 февраля 2016  | 30 июня 2019     | 136        | 55         | 43         | 38         | 040,44     |            |
| РБ Лейпциг       | 1 июля 2019      | 30 июня 2021     | 95         | 54         | 22         | 19         | 056,84     |            |
| Бавария          | 1 июля 2021      | 24 марта 2023    | 84         | 60         | 14         | 10         | 071,43     |            |
| Сборная Германии | 22 сентября 2023 | н. в.            | 23         | 12         | 6          | 5          | 052,17     |            |
| Всего            | Всего            | Всего            | 338        | 181        | 85         | 72         | 053,55     |            |

## Тренерские достижения

### Командные
«Бавария»
- Чемпион Германии: 2021/22
- Обладатель Суперкубка Германии: 2021, 2022

### Личные
- Футбольный тренер года в Германии: 2017

## Личная жизнь
По заявлению Юлиана Нагельсмана, его отец был сотрудником Федеральной разведывательной службы Германии, но не работал на административных должностях. О том, чем занимался его отец, Юлиан Нагельсман узнал в возрасте 15—16 лет, однако доподлинно известно только то, что его отец занимался не «кабинетной работой». Вне работы отец любил петь и играть на гитаре, однако к концу жизни он сильно изменился из-за давления на работе. В 2008 году 56-летний отец Нагельсмана покончил с собой. Он не оставил никакой предсмертной записки.
Со своей будущей супругой Вереной Нагельсман познакомился в 2007 году, а в 2018 году пара поженилась. В браке у супругов родились сын и дочь. В 2022 году они развелись из-за отношений тренера с журналисткой «Bild» Леной Вурценбергер.
Хобби Нагельсмана — езда на мотоцикле и скейтборде, езда на горных лыжах и горных велосипедах, каньонинг.